# Hội Thủy lợi Việt Nam
Hội Thủy lợi Việt Nam là tổ chức xã hội - nghề nghiệp của những người làm việc trong lĩnh vực thủy lợi và nguồn nước tại Việt Nam .
Hội có tên giao dịch tiếng Anh là Vietnam Water Resources Development Association, viết tắt là VIWARDA .
Hội Thủy lợi được thành lập tại Đại hội đại biểu của Hội ngày 14/01/2005. Điều lệ Hội được phê duyệt tại Quyết định của Bộ Nội vụ Số 51/2005/QĐ-BNV ngày 29/04/2005.
Văn phòng Hội đặt tại số 95/10 , phố Chùa Bộc, phường Quang Trung, quận Đống Đa, thành phố Hà Nội .